# Medal Obrony za Waleczność
Medal Obrony za Waleczność, zwany Medal Waleczności (duń. Forsvarets Medalje for Tapperhed, zw. Tapperhedsmedaljen, skr. Fsv.M.T.) – duńskie wojskowe odznaczenie ustanowione 30 października 1996 (z mocą wsteczną od 12 marca 1992) i zreformowane 7 grudnia 2009. Nadawane jest za akty bohaterstwa i waleczności w bezpośrednim starciu z wrogiem lub podczas akcji antyterrorystycznych. Przyznawane jest przez Szefa Sił Zbrojnych (dosł. „Szefa Obrony”, dun. Forsvarschefen) zarówno wojskowym, jak i cywilom, również pośmiertnie, a od 2005 mogą go otrzymać zarówno Duńczycy jak i obcokrajowcy. 
Medal ma średnicę 30 mm, jest wykonywany ze srebra i pozłacany. Na awersie znajduje się główny motyw duńskiego herbu (trzy lwy kroczące w słup i dwanaście serc – podobnie jak dziewięć innych wojskowych medali), a na rewersie jest umieszczany wieniec dębowy, a w jego wnętrzu – rok nadania i napis „TAPPERHED” (WALECZNOŚĆ).
Medal mocowany jest do wiązanej w pięciokąt wstążki w kolorze białym z czerwonym paskiem wzdłuż środka. Ponieważ identyczną wstążkę ma Krzyż Waleczności, to w przypadku noszenia baretki krzyża dodawana jest do niej miniatura środkowego medalionu z monogramem i datą. Z kolei drugie nadanie medalu oznaczane jest poprzez umieszczenie na wstążce lub baretce srebrnego dębowego liścia (oznaki męstwa), a trzecie nadanie – złotego dębowego liścia.
W duńskiej kolejności starszeństwa odznaczeń Medal Obrony za Waleczność znajduje się za Medalem za Ratowanie Tonących, a przed Srebrnym Medalem Zasługi.
Do 2013 medal otrzymało 20 osób.